# 杜拉扎诺
杜拉扎诺（義大利語：Durazzano），是意大利贝内文托省的一个市镇。总面积13.9平方公里，人口2270人，人口密度163.3人/平方公里（2009年）。ISTAT代码为062028。